# إليزابيث آن سكاربورو
إليزابيث آن سكاربورو (بالإنجليزية: Elizabeth Ann Scarborough)‏ (23 مارس 1947، كانساس سيتي في الولايات المتحدة)؛ كاتِبة، ممرضة وروائية أمريكية.